# David Holmgren
David Holmgren (sinh năm 1955), là nhà thiết kế môi trường, nhà giáo về sinh thái học và nhà văn người Úc. Ông được biết đến nhiều nhất với tư cách là đồng kiến tạo khái niệm permaculture cùng với Bill Mollison.

## Cuộc đời và sự nghiệp
Năm 1974 Holmgren chuyển đến Tasmania để nghiên cứu tại đại học Tasmanian, khoa Giáo dục chuyên sâu về Thiết kế môi trường (Tasmanian College of Advanced Education's Department of Environmental Design). Tại đó ông chọn học ngành thiết kế phong cảnh (landscape), sinh thái học và nông nghiệp học. Ông đã làm việc với Bill Mollison để phát triển khái niệm permaculture.
Đầu tiên, ông sử dụng chính khu đất của mẹ mình (nam New Souths Wales) để thử nghiệm và hoàn chỉnh các lý thuyết (Permaculture in the Bush, 1985; 1993), sau đó ông tiếp tục thí nghiệm trong vườn nhà mình Melliodora, Hepburn Permaculture Gardens, tại Hepburn Springs, Victoria. Đây cũng chính là khu vườn mà ông và công sự Su Dennett xây dựng nên.
Ông thường xuyên được mời giảng dạy về permaculture (nguyên tắc, thiết kế,...)

## Làng sinh thái Fryers Forest
Làng sinh thái Fryers Forest, gần Castlemaine, ở miền Trung Victoria, Úc có thể được xem là thiết kế nổi bật nhất của David để thí nghiệm các nguyên tắc permaculture.

## Công nhận
Sau khi xuất bản thành công cuốn Permaculture One năm 23 tuổi và được đón nhận rộng rãi, tên tuổi và những cống hiến của Holmgren với tư cách là một nhà thiết kế môi trường, nhà giáo và một nhà hoạt động không được công nhận nhanh chóng.
Giải thường đầu tiên của David là Ecological Pioneers (Úc) - Những nhà sinh thái học tiên phong, một giải thưởng danh giá được bầu bởi các nhà chuyên môn.  Thiết kế vườn Melliodora của Holmgren cũng được quay và chiếu thành series 3 phần trong chương trình Gardening Australia, chương trình truyền hình về làm vườn được yêu thích nhất ở Úc. Holmgren cũng xuất hiện trên chương trình phát thanh Landline của Úc. Đây được xem là sự ghi nhận quan trọng nhấ mà truyền thông dành cho những đóng góp của Holmgren. Năm 2012, sau khi xuất bản PP&PBS bản tiếng Ý, tổ chức môi trường Fondazione Parchi Monumentali Bardini e Peyron đã trao giải thưởng Il Monito del Giardin cho ông.
Năm 2014, tên Holmgren được đặt tại Phòng xướng tên danh giá cho hạng mục Lối sống Xanh (Green Lifestyle Awards Hall of Fame) vì những cống hiến tiên phong và bền bỉ đối với permaculture trong vòng 30 năm qua. Holmgren xuất hiện ở lễ trao giải cùng với Bob Brown năm 2012 và với Olivia Newton-John năm 2013. 

## Ấn phẩm
Cuốn Permaculture: Nguyên tắc và con đường đến với sự bền vững (Principles and Pathways beyond Sustainability) (2002a) bao gồm một hệ thống kiến thức sâu và dễ dàng tiếp cận, được đúc kết bởi kinh nghiệm của Holmgren sau 25 năm nghiên cứu Permaculture. Cuốn sách dành tặng Howard T. Odum, mất 2 tháng trước khi cuốn sách xuất bản, người đã đóng góp rất nhiều ý tưởng và tầm nhìn về sự chuyển đổi năng lượng trên thế giới.
Principles and Pathways chỉ ra 12 nguyên tắc cơ bản trong thiết kế permaculture, mỗi nguyên tắc được trình bày trong một chương riêng biệt. Cuốn sách được xem là một bước ngoặt lớn trong lý thuyết về permaculure, đặc biệt là so với cuốn sách đầu tiên của Bill Mollison về permaculure: A desinger's manual (1988)
Sự hứng thú đối với hệ sinh thái tái tổ hợp được truyền cảm hứng từ một lần Holmgren đến thăm New Zealand và trao đổi với nhà sinh thái học người New Zealand Haikai Tane năm 1979.
Năm 1997, Holmgren viết bài "Cỏ hay thiên nhiên hoang dã' đăng trên tạp chí Permaculure Quốc tế.
Năm 2007, biên tập viên sáng lập trang Energy Bulletin.net (nay là trang Resilience.org) xuất bản bài báo mở rộng của Holmgren "Future Scenarios; mapping the cultural implications of Peak Oil and Climate Change" (Viễn cảnh tương lai, bức tranh về hệ lụy văn hóa của Đỉnh dầu và biến đổi khí hậu). Bài báo đánh dấu dấu ấn của Holmgren như một người theo chủ nghĩa vị lai quan trọng, kết nối và làm rõ khái niệm Energy Descent (năng lượng gốc).
Mặc dù Permaculture One được xuất bản bởi nhà xuất bản chính thống (Corgi), phần lớn các công trình của Holmgren do ông tự xuất bản. Việc này cho phép ông thử nghiệm các loại hình khác nhau. Ví dụ nghiên cứu tình huống ((Permaculture in bush, Trees on the treeless planes and Melliodora), sách giấy (Melliodora A3 landscape) và sách điện tử (Melliodora, Collected Writings) và đăng tải lên mạng (Future Scenarios). 
Hình thức xuất bản DIY (do it yourself) này cũng là nguyên tắc cơ bản của permaculture, khuyến khích thử nghiệm và tự hoàn thiện)
The Essence of Permaculture, bản tóm tắt của PP&PBS là công trình được dịch ra nhiều thứ tiếng nhất (khoảng 10 ngôn ngữ tính đến năm 2015). PP&PBS đã được dịch ra tiếng Tây Ban Nha, Bồ Đào Nha, Ý, Czech, Nhật Bản, Pháp, Hàn Quốc và Trung Quốc. Future Scenarios cũng đã được dịch ra tiếng Nhật.

## Sách tham khảo
- 1978 Bill Mollison and David Holmgren. Permaculture One: A Perennial Agriculture for Human Settlements. Melbourne: Transworld.
- 1985 Permaculture in the Bush. Hepburn, Victoria: Holmgren Design.
- 1994 Trees on the Treeless Plains: Revegetation Manual for Volcanic Landscapes of Central Victoria. Hepburn, Victoria: Holmgren Design.
- 1995 "The Permaculture Movement and Education", in Goldfields Permaculture and Landcarers, 3, 14–16.
- 1996 a Melliodora (Hepburn Permaculture Gardens): Ten Years of Sustainable Living. Hepburn, Victoria: Holmgren Design.
- 1996 b "Fryers Forest Village", in Green Connections, 2.2, 20–21.
- 1997 "Getting Started", in Green Connections, 10, 28–31.
- 2002 a Permaculture: Principles and Pathways Beyond Sustainability. Hepburn, Victoria: Holmgren Design Services.
- 2002 b David Holmgren: Collected Writings 1978–2000. [eBook on CD] Hepburn, Victoria: Holmgren Design.
- 2005 Mellidora (Hepburn Permaculture Gardens): A Case Study in Cool Climate Permaculture 1985 – 2005 [eBook] Hepburn, Victoria: Holmgren Design Services.
- 2006 a Trees on the Treeless Plains: Revegetation Manual for Volcanic Landscapes of Central Victoria. [eBook] Hepburn, Victoria: Holmgren Design.
- 2006 b David Holmgren: Collected Writings & Presentations 1978 – 2006 [eBook] Hepburn, Victoria: Holmgren Design Services.
- 2009 Future Scenarios. White River Junction, VT: Chelsea Green Publishing Company.
- 2011 2011 Permaculture Diary, Marrickville NSW: PcDC Michele Margolis.
- 2012 Permaculture Pioneers: Stories from the New Frontier, edited by Kerry Dawborn & Caroline Smith, Holmgren Design Services, ISBN 0975078623